# François Nicolas de Salomon
Pour les articles homonymes, voir Salomon.
François Nicolas de Salomon seigneur de Florimont, né le 21 septembre 1739 à Colmar (Haut-Rhin), mort le 21 novembre 1799 à Boron (Territoire de Belfort), est un général de division de la Révolution française.

## États de service
Il entre en service le 9 janvier 1750 comme enseigne au régiment de Dauphiné, il devient lieutenant en second le 3 décembre 1751, lieutenant en premier le 8 août 1754, et capitaine le 23 septembre 1757. Il sert en Allemagne de 1757 à 1762, et il lève une compagnie à la création du régiment suisse d'Eptingen le 1er mars 1758. Il est fait chevalier de Saint-Louis le 12 mars 1763. Capitaine de grenadiers le 1er mars 1766, il sert en Corse en 1768-1769, et il obtient le rang de major le 16 mars 1769. Lieutenant-colonel le 29 août 1769, il est admis à la retraite le 2 juin 1788.
Il reprend du service le 21 mai 1792, comme lieutenant-colonel du 1er bataillon de volontaires du Haut-Rhin, puis lieutenant-colonel d'infanterie de la légion de Kellermann à l'avant-garde de l'armée du Centre au 5 septembre 1792. Il est promu général de brigade le 27 avril 1793 dans l’armée des côtes de La Rochelle, et le 8 juin 1793, il se trouve à la Bataille de Montreuil-Bellay. Il est élevé au grade de général de division le 30 juillet 1793, et il est relevé de ses fonctions le 28 septembre suivant.
Remis en activité le 12 novembre 1794, à l’armée du Rhin, et il est mis en non activité le 13 juin 1795, et il est autorisé à prendre sa retraite le 30 mai 1795. Admis au traitement de réforme le 9 novembre 1798, il obtient sa retraite le 30 septembre 1799.
Il meurt le 21 novembre 1799, à Boron.

## Sources
- (en) « Generals Who Served in the French Army during the Period 1789 - 1814: Eberle to Exelmans »
- Charles Théodore Beauvais et Vincent Parisot, Victoires, conquêtes, revers et guerres civiles des Français, depuis les Gaulois jusqu’en 1792, tome 26, C.L.F Panckoucke, janvier 1822, 414 p. (lire en ligne), p. 181.
- (pl) « Napoléon.org.pl »
- Georges Six, Dictionnaire biographique des généraux & amiraux français de la Révolution et de l'Empire (1792-1814), Paris : Librairie G. Saffroy, 1934, 2 vol., p. 421